# Vorwerk Neukünkendorf

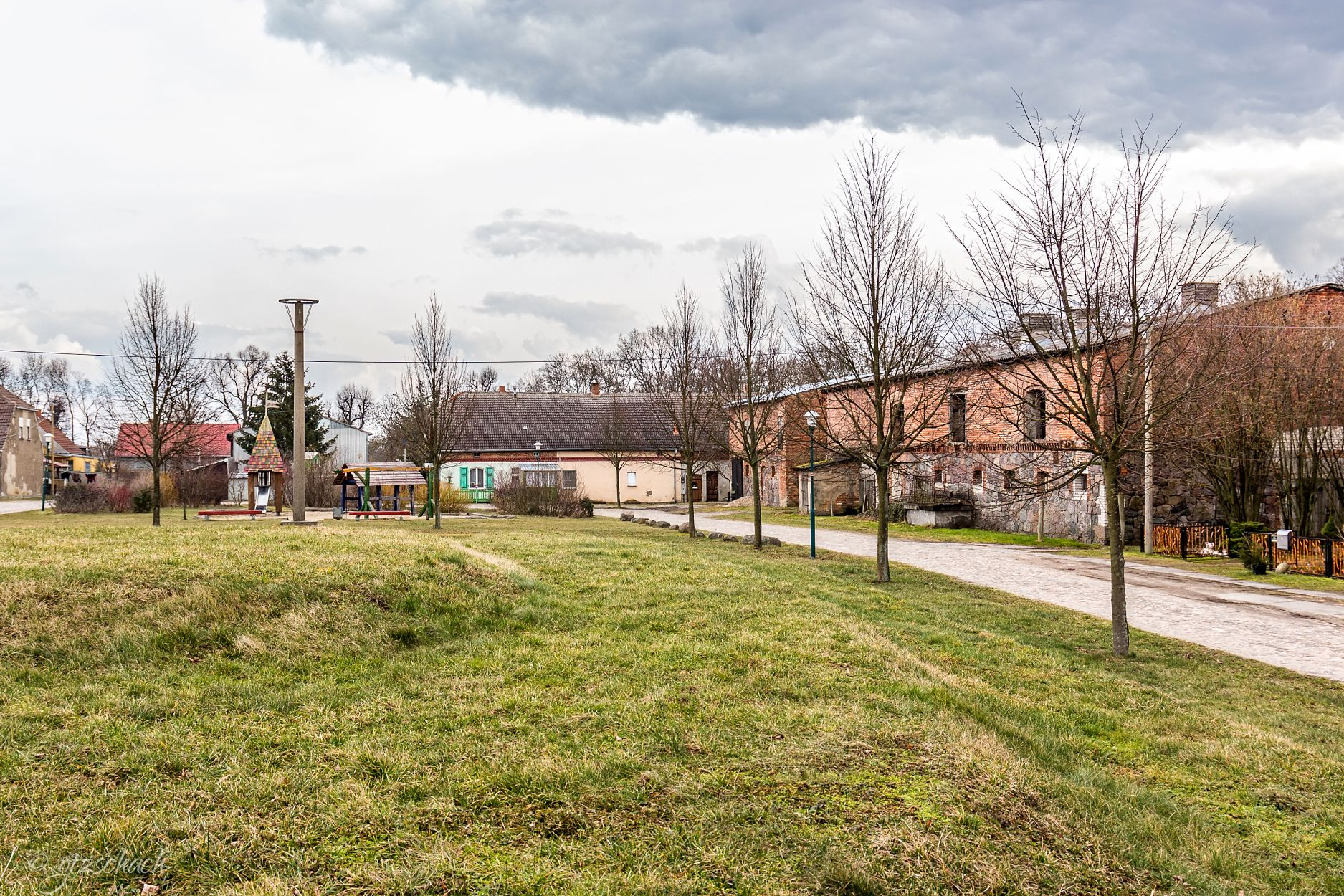
Landschaftspark Lindenhof Neukünkendorf: an der erhobenen Stelle links stand das Herrenhaus

Das Herrenhaus Neukünkendorf (auch Schloss Neukünkendorf, Gutshof Lindenhof, Schloss Lindenhof, oder Lindenhof) war das neuzeitliche schlossgleiche Herrenhaus eines spätmittelalterlichen Rittergutes, meist Vorwerk oder Rittervorwerk genannt, in der Gemeinde Neukünkendorf, heute Stadtteil von Angermünde im Landkreis Uckermark in Brandenburg.

## Lage
Das Herrenhaus des Rittergutes lag südwestlich des Ortes am westlichen Ende des noch heute so genannten Siedlungsgebietes Lindenhof südlich des Haussees.
Rondellförmig waren alle dazugehörigen Wirtschaftshäuser um das Herrenhaus angeordnet gewesen. Der heute sich dort befindliche Landschaftspark bildet die damalige Freifläche um das Herrenhaus ab und ist als Kulturdenkmal ausgewiesen. Auf der erhöhten Fläche im Westen stand das abgegangene Herrenhaus.

## Geschichte
Der Ort Neukünkendorf rührt aus einem Namenstausch her, da das Dorf ursprünglich Altkünkendorf oder Kunnekendorf magna hieß, spätestens 1354 erstmals erwähnt wurde, aber schon 1476 als Wüstung bezeichnet wurde. Ab 1500 in den Besitz der Stadt Angermünde kommend, wurde es ein Kämmereidorf und hatte 1527 schon wieder 60 Hufen.
Das später Lindenhof genannte Rittergut ging aus einem 1622 von der Stadt Angermünde angelegten und bereits vor 1861 an den Landwirt Wilhelm Siemssen verkauften Rittervorwerk hervor. Siemssen fungierte in seiner Funktion als Gutsherr auch als Standesbeamter. Um 1870 ließ er oder sein Nachfolger Franz Osterroth am Standort ein stattliches Gutshaus erbauen. Sein Gut beinhalteten 222 ha. Vor 1930 war Emil Sack der Eigentümer. Der letzte Gutsbesitzer des Vorwerkes übersiedelte noch vor Ende des Zweiten Weltkrieges nach Südafrika. Das Gutshaus wurde nach 1945 von Flüchtlingsfamilien bewohnt und um 1955 abgerissen.

## Heutige Nutzung
Das Gelände ist heute als Wohnbebauung Teil des Ortes. Nur noch Reste der Wirtschaftsbebauung, der Landschaftspark und der neu angelegte Lindenrundweg zeugen vom ehemaligen Rittergut und dem ehemals stattlichen Herrenhaus.

## Beschreibung
Dass um 1870 errichtete schlossähnliche Herrenhaus war ein im Stil der Neorenaissance gestaltetes villenartiges Gutshaus mit angebautem Turm.
Das einstige Rittergut ist nur noch in seinen Konturen erhalten. Noch in Teilen vorhandene Wirtschaftsgebäude sind umgebaut und entsprechen in etwa der alten Anlage. Das Gelände des Bauwerkes samt Hof ist eingegrenzt durch einen ovalen Weg mit 14 Lindenbäumen als umgestalteter Hofbereich, der heute ein Kulturdenkmal darstellt. Auf dem rasenbedeckten flachen Hügel an der westlichen Seite stand das Herrenhaus.
Südwestlich und südöstlich des abgegangenen Herrenhauses liegen in einer Senke zwei Teiche, die vermutlich früher Teil des großen Schlossparks im Süden waren. Der im Park vorhandene Altbaumbestand stammt aus dem späten 19. und der ersten Hälfte des 20. Jahrhunderts stammt und setzt sich hauptsächlich aus Linden, Eichen, Ulmen, Platanen, Schwarzkiefer und Spitzahorn zusammen. Das ursprüngliche Wegesystem des Parkes ist nicht mehr vorhanden. Außer einer Allee, die den Park im Osten zur B 158 hin begrenzt, sind keine sichtbaren Teile mehr vorhanden. Er gilt als Beispiel eines in bürgerlichem Auftrag angelegten Gutsparks zugleich auf die letzte Etappe der örtlichen Gutsgeschichte verweisend.